# تریپل اکس (فیلم ۲۰۰۲)
تریپل اکس (به انگلیسی: XXX) فیلمی است محصول سال ۲۰۰۲ و به کارگردانی راب کوهن است. در این فیلم بازیگرانی همچون وین دیزل، آزیا آرجنتو، مارتون سوکاس، ساموئل ال. جکسون، مایکل روف، ریچی مولر، دنی ترخو، توماس ایان گریفیت، ایو، لیلا آرچری و ویلیام هوپ ایفای نقش کرده‌اند.
تریپل اکس: دولت متحد دنباله این فیلم است.

## خلاصه
بدل کاری های غیر مجاز و رفتار خشن «زاندر کیج» (دیزل)، معروف به «سه ایکس» باعث می شود او به زندان بیفتد و در آن جاست که «اوگاستاس گیبونز» (جکسن) از آژانس امنیت ملی با تهدید او را به استخدام دولت در می آورد…